# Wereldkampioenschappen baanwielrennen 1946
De wereldkampioenschappen baanwielrennen 1946 werden van 24 augustus tot en met 1 september 1946 gehouden in het Zwitserse Zürich. Er stonden vijf onderdelen op het programma, drie voor beroepsrenners en twee voor amateurs.

## Uitslagen

### Beroepsrenners
| Onderdeel     | Goud          | Goud      | Zilver              | Zilver      | Brons          | Brons      |
| ------------- | ------------- | --------- | ------------------- | ----------- | -------------- | ---------- |
| Sprint        | Jan Derksen   | Nederland | Georges Senfftleben | Frankrijk   | Arie van Vliet | Nederland  |
| Achtervolging | Gerard Peters | Nederland | Roger Piel          | Frankrijk   | Arne Pedersen  | Denemarken |
| Stayeren      | Elia Frosio   | Italië    | Jacques Besson      | Zwitserland | Louis Chaillot | Frankrijk  |

### Amateurs
| Onderdeel     | Goud           | Goud        | Zilver          | Zilver     | Brons          | Brons     |
| ------------- | -------------- | ----------- | --------------- | ---------- | -------------- | --------- |
| Sprint        | Oskar Plattner | Zwitserland | Axel Schandorff | Denemarken | Cor Bijster    | Nederland |
| Achtervolging | Roger Rioland  | Frankrijk   | Børge Gissel    | Denemarken | Harald Janemar | Zweden    |

### Medaillespiegel
| Plaats | Land        | Goud | Zilver | Brons | Totaal |
| 1      | Nederland   | 2    | 0      | 2     | 4      |
| 2      | Frankrijk   | 1    | 2      | 1     | 4      |
| 3      | Zwitserland | 1    | 1      | 0     | 2      |
| 4      | Italië      | 1    | 0      | 0     | 1      |
| 5      | Denemarken  | 0    | 2      | 1     | 3      |
| 6      | Zweden      | 0    | 0      | 1     | 1      |
| Totaal | Totaal      | 5    | 5      | 5     | 15     |